# Double Whoopee
Double Whoopee is een Amerikaanse stomme film met Laurel en Hardy uit 1929 onder regie van Lewis Foster.

## Verhaal
Laurel en Hardy spelen de rol van lakei (Hardy) en portier (Laurel) in een chic Broadway-hotel. Jean Harlow maakt ook een korte verschijning in deze film, als een blonde bom die gedeeltelijk wordt uitgekleed door Laurel & Hardy. Een van de leukere scènes is er een met een automatische lift. Een hooghartige prins probeert vanaf de eerste verdieping de lift in te stappen. Tegelijkertijd roept Oliver de lift op. Om de een of andere reden sluiten de buitendeuren niet en als de prins (die het druk heeft gehad met het houden van een toespraak) probeert binnen te komen, valt hij in de liftput. Oliver rijdt met de lift naar beneden en verdwijnt. De prins wordt uit de put getrokken, helemaal verward en vuil. Hij probeert het opnieuw. Deze keer roept Stan de lift op en alles herhaalt zich.

## Rolverdeling
| Acteur            | Personage                            |
| ----------------- | ------------------------------------ |
| Stan Laurel       | Stanley de portier                   |
| Oliver Hardy      | Ollie de lakei                       |
| Jean Harlow       | de aantrekkelijke blonde             |
| Ed Brandenburg    | de piccolo                           |
| William Gillespie | de hotel manager                     |
| Charlie Hall      | de taxichauffeur                     |
| Hans Joby         | de prins                             |
| Ham Kinsey        | de andere taxichauffeur              |
| Sam Lufkin        | de man die in zijn oog wordt geprikt |
| Charley Rogers    | de eerste minister                   |
| Tiny Sandford     | de agent                             |
| Rolfe Sedan       | de receptionist                      |